# Лесная улитка
Лесная улитка (Cepaea nemoralis) — вид наземных брюхоногих моллюсков семейства гелицид.

## Описание

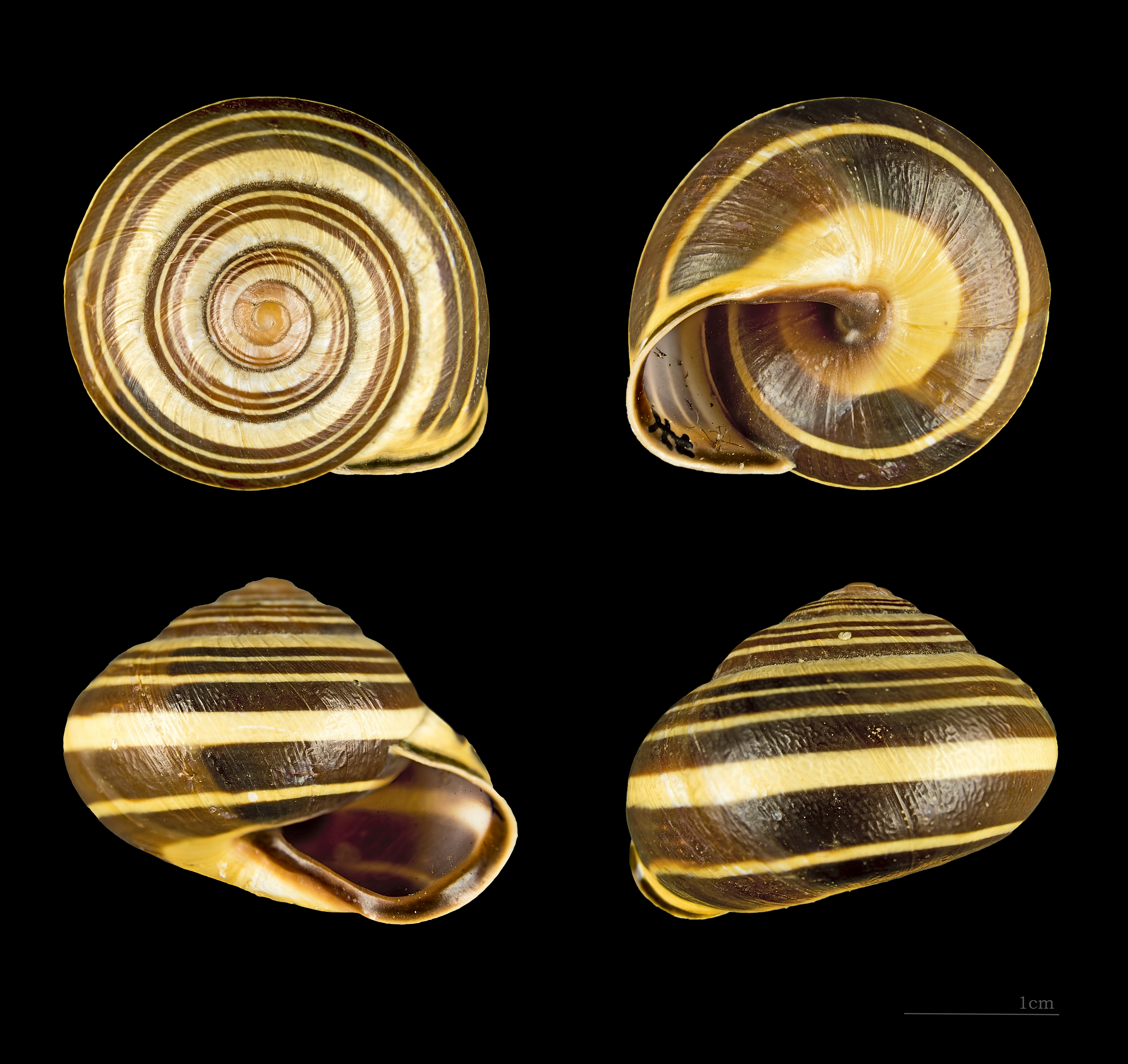
Раковина лесной улитки

У взрослых особей высота раковины колеблется преимущественно в диапазоне от 12 до 22 (реже — до 28) мм, ширина (диаметр) ракушки — от 18 до 25 (реже — до 32) мм. Имеет около 5 оборотов. Пупок полностью закрыт (только в редких случаях остаётся узкая щель), у молодых особей — очень узкий, часто полузакрытый. Поверхность раковины тонко и неравномерно радиально исчерчена. Характерный признак вида — края устья окрашенные в тёмно-коричневый, губа и париетальная стенка ракушки — в несколько более светлый цвет. Окраска раковины чрезвычайно полиморфная: жёлтая, розовая, реже — коричневая или белая; имеет от 1 до 5 тёмных спиральных полос, довольно часто без полос.
Нередко за раковины лесной улитки ошибочно принимают раковины другого вида, Cepaea vindobonensis, с полностью закрытым пупком. Виды достаточно хорошо отличаются окраской, у C. vindobonensis никогда не бывает розовых или интенсивно коричневых ракушек.

## Ареал и биология
Вид западноевропейского происхождения. Сейчас распространён преимущественно в Западной и Центральной Европе, встречается также в других регионах Европы. Завезён в Северную Америку. В естественном ареале заселяет широкий спектр биотопов — от буковых лесов до песчаных дюн.
Питается преимущественно отмершими частями растений, а также различными свежими растениями, водорослями и грибами.
Лесная улитка является промежуточным хозяином паразитической нематоды Aelurostrongylus falciformis.

## Размножение
Улитки становятся половозрелыми, когда раковина достигает своего окончательного размера. Они, как и все наземные улитки, гермафродиты, но самооплодотворение не происходит. Спаривание обычно происходит весной. Как и другие гелициды, они стимулируют друг друга при помощи «любовных стрел». Затем в июне-августе улитки откладывают яйца группами от 30 до 60 яиц в самостоятельно вырытых норах. В целом улитки откладывают до 80 яиц в год. Яйца от овальной до слегка эллиптической формы беловатого цвета снабжены известковой скорлупой. Их размер 2,3—2,6 х 2,8—3,1 мм.
Молодые улитки вылупляются из яиц примерно через 3 недели. Они покидают нору через 10—14 дней. Раковина молодых улиток достигает в диаметре от 2,7 до 2,9 мм. Продолжительность жизни улиток до восьми лет.